# 2004年科技
2004年科學技術領域所發生的一些重要事件。

## 重大獎項
诺贝尔獎
- 物理：
  - 戴维·格罗斯（美国）、休·波利策（美国）和弗朗克·韋爾切克（美国），
    - 發現強交互作用理論中的漸近自由
- 化学：
  - 阿龍·切哈諾沃（以色列）、阿夫拉姆·赫什科（以色列）和欧文·罗斯（美国）
    - 对泛素为媒介的蛋白质降解过程的发现
- 生理和医学：
  - 理查德·阿克塞尔（美國）和琳达·巴克（美國）
    - 发现了气味受体和嗅觉系统的组织方式
- 文学：
  - 耶利内克（奥地利）
    - 小说和戏剧具有音乐般的韵律，充满激情的语言揭示了社会上陈腐现象
- 和平：
  - 旺加里·马塔伊（肯尼亚）
    - 在可持续发展、民主与和平方面作出的贡献
- 经济：
  - 芬恩·基德兰德（挪威）和爱德华·普雷斯科特（美国）
    - 他们的理论不仅广泛运用于经济分析，还影响了许多国家的货币政策

圖靈獎
- 罗伯特·卡恩
- 文特·瑟夫